# Mekong Delta
I Mekong Delta sono un gruppo musicale progressive thrash metal tedesco formatosi nel 1985.

## Storia
La formazione e la storia della band tedesca Mekong Delta doveva essere il segreto meglio custodito nel mondo. Il progetto è stato avviato da un gruppo di musicisti metal tedeschi e doveva essere una proposta musicale indipendente. Il pensiero che i musicisti tedeschi non sarebbero accettati a livello internazionale fece sì che i membri della band volessero mantenere l'anonimato e di conservare tutto ciò che riguardava la band in un segreto. Il nome Zardoz è stato scartato in seguito all'approvazione della denominazione di Mekong Delta, nome di un fiume del Vietnam. L'intero progetto è stato avviato da Ralf Hubert, ingegnere del suono di Warlock, Steeler e Living Death e proprietario della casa discografica Aaarrg.
Il primo demo fu registrato da Wolfgang Borgmann (voce), Jochen Schröder (chitarra), Peter Wagner (basso) e Jörg Michael (batteria).
Jochen Schröder non era adatto al genere di musica proposto e venne sostituito da entrambi i chitarristi dei Living Death, Reiner Kelch e Frank Fricke. La storia della band è avvolta nel mistero, fino alla pubblicazione del primo album, con una formazione (dove tutti i musicisti coinvolti assumono degli pseudonimi) composta da Keil (voce), Rolf Stein (chitarra), Vincent St. Johns (chitarra), Björn Eklund (basso e chitarra acustica) e Gordon Perkins (batteria e percussioni). L'album di debutto Mekong Delta fu pubblicato nel 1987, prodotto da Ralf Hubert stesso. Per il seguente EP The Gnome Jörg Michael fu sostituito da Patrick Duval.
Ralf e gli altri ripresero il lavoro in studio negli anni '87-'88, per registrare il concept album The Music of Erich Zann, con la stessa formazione e di nuovo prodotto da Ralf.
A causa del persistente mistero (non ci sono immagini della band in quel momento e non vi furono performance live), la band non ebbe una vera grande svolta. Molte persone pensarono che questo album potesse benissimo essere l'ultimo album targato Mekong Delta.
Niente di più lontano dalla verità. Vincent St Johns fu sostituito da Mark Kaye e tra il 1988 e il 1989 furono pubblicati l'EP Toccata e l'album The Principle of Doubt. Rolf Stein decise di lasciare la band per concentrarsi su se stesso di altri stili musicali. La band decise di non sostituirlo, affidando al solo Uwe il compito di svolgere il lavoro alla chitarra.
Seguì un periodo di silenzio, durante il quale la band compose Dances of Death.
Durante la registrazione del quarto disco, Keil lasciò la band perché non riusciva a identificare se stesso con il materiale di questo album. Fu sostituito dal cantante statunitense Doug Lee, ex cantante di Siren.
Dopo la registrazione di questo album, Gordon Perkins lasciò la band e venne sostituito dal batterista Peter Haas. Il mistero intorno al progetto venne quindi fugato e nel mese di ottobre 1991 la band iniziò un tour in varie parti d'Europa, compresi i Paesi Bassi e la Germania. Live at an Exhibition fu registrato il 13 ottobre, in Germania. Il chitarrista Georg Syrmbos venne ingaggiato per eseguire i brani dal vivo.
Kaleidoscope potrebbe essere visto come uno dei loro migliori sforzi per raggiungere nuovi fan. L'album contiene anche un cover di Dance on a vulcano dei Genesis. Classics è, invece, una raccolta che comprende tutti i brani di musica classica che Ralf abbia mai preparato per la band. L'unica mancante su questo album è Sabre Dance che si trova su Kaleidoscope.
Nel 1994 i Mekong Delta pubblicano Visions Fugitives. Le composizioni sono simili a The Principle of Doubt e Dances of Death. In questo album è anche presente una composizione classica divisa in sei parti.
Poi è arrivato un silenzio di 2 anni, che ha portato alla pubblicazione di Pictures at an Exhibition.
In questo album il testo completo di un'opera del compositore classico Modest Petrovič Musorgskij è stato riarrangiato dalla band. Le prime 16 tracce sono suonate dalla band, mentre le ultime 16 tracce coinvolgono la band e un'orchestra.
Poiché l'album è completamente strumentale, Doug non è menzionato l'album. Poco dopo un CD-ROM è stato pubblicato con tutti i tipi di informazioni su Mekong Delta, Modest Petrovič Musorgskij e un sacco di altre cose interessanti per i fan.
Nel 1997 e nel 1998 i primi sei album in studio vengono remixati da Ralf Hubert, rimasterizzati e ristampati nel 2002. Alcuni album sono stati notevolmente migliorati, altri sono stati appena ritoccati.
Ralf si è preso una lunga pausa di riflessione, ma i suoi Mekong Delta sono tornati a pubblicare un disco il 31 agosto 2007, intitolato Lurking Fear. La formazione vede Ralf Hubert al basso, Peter Lake alla chitarra, Uli Kusch, già nei Mekong Delta, alla batteria e il cantante Leo Szpiegel ex Crows e Wolf Spider.
Stravolta la formazione, con l'ingresso di due chitarristi (Erik Adam H. Grösch e Benedikt Zimniak), del batterista Alex Landenburg e del cantante Martin LeMar, la band pubblica a giugno del 2010 l'album Wanderer on the Edge of Time, molto ben accolto dalla critica. I Mekong Delta realizzano inoltre un videoclip per il brano King with Broken Crown.
Con la stessa formazione dell'album precedente il gruppo pubblica, il 23 aprile del 2012, l'album Intersections: compilation contenente alcuni brani tratti dai primi sei album della band, risuonati dalla nuova line-up.

## Ex membri
- Wolfgang Borgmann - voce (1987-1990)
- Jochen Schröder - chitarra (-1987)
- Frank Fricke - chitarra (1987-1989)
- Reiner Kelch - chitarra (1987-1988)
- Georg Syrmbos - chitarra (1991)
- Peter "Peavy" Wagner - basso (-1987)
- Jörg Michael - batteria (1987-1990)
- Uli Kusch - batteria (1988)
- Peter Haas - batteria (1991-2006)
- Doug Lee - voce (1990-1994)
- Uwe Baltrusch - chitarra (1989-1996)
- Peter Haas - batteria

## Discografia

### Album in studio
- 1987 - Mekong Delta
- 1988 - The Music of Erich Zann
- 1989 - The Principle of Doubt
- 1990 - Dances of Death (and Other Walking Shadows)
- 1992 - Kaleidoscope
- 1994 - Visions Fugitives
- 1997 - Pictures at an Exhibition
- 2007 - Lurking Fear
- 2010 - Wanderer on the Edge of Time
- 2014 - In a Mirror Darkly
- 2020 - Tales of a Future Past

### EP
- 1987 - The Gnom
- 1989 - Toccata

### Album dal vivo
- 1991 - Live at an Exhibition

### Compilation
- 1993 - Classics
- 2012 - Intersections

### Box Set
- 2016 - Early Albums + More

### Raccolte
- 2005 - The Principle of Doubt

## Videografia
- 2007 - Live in Frankfurt - Batschkapp 1991